# Hoplobrotula gnathopus
Hoplobrotula gnathopus är en fiskart som först beskrevs av Regan 1921.  Hoplobrotula gnathopus ingår i släktet Hoplobrotula och familjen Ophidiidae. Inga underarter finns listade i Catalogue of Life.